# Pardiglanis
Pardiglanis is een monotypisch geslacht van straalvinnige vissen uit de familie van de stekelmeervallen (Claroteidae).

## Soort
- Pardiglanis tarabinii Poll, Lanza & Romoli Sassi, 1972